# Rhodochaetaceae
Famille
Les Rhodochaetaceae sont une famille d'algues rouges de l'ordre des Rhodochaetales.

## Systématique
La famille des Rhodochaetaceae a été créée en 1896 par le botaniste allemand Friedrich Schmitz (d) (1850-1895).

## Étymologie
Le nom vient du genre type Rhodochaete, construit à partir du préfixe rhod-, rouge, et du suffixe -chaet, « poil ; soie », littéralement « poil rouge ».

## Liste des genres
Selon BioLib (24 décembre 2021), ITIS (24 décembre 2021), NCBI (24 décembre 2021) et World Register of Marine Species (24 décembre 2021) :
- Rhodochaete Thuret ex Bornet, 1892